# دی‌تیوتریتول
دی تیوتریتول (به انگلیسی: Dithiothreitol) یک ترکیب شیمیایی با شناسه پاب‌کم ۴۴۶۰۹۴ است. که جرم مولی آن 154.253 g/mol می‌باشد. شکل ظاهری این ترکیب، جامد سفید است.